# Gossypium morrilli
Gossypium morrilli là một loài thực vật có hoa trong họ Cẩm quỳ. Loài này được O.F.Cook & J.W.Hubb. mô tả khoa học đầu tiên năm 1926.